# Мофутсаньяна, Тхабо
Эдвин Тхабо Мофутсаньяна (англ. Thabo Edwin Mofutsanyana; 1899, Витсшуке, Фри-Стейт, Оранжевое Свободное Государство — 1995, Пхутхадитжхаба, Фри-Стейт, ЮАР) — южноафриканский политический и профсоюзный деятель, борец с апартеидом, генеральный секретарь Коммунистической партии Южной Африки (1935—1938).

## Биография
Работал учителем, шахтёром и журналистом в Йоханнесбурге. В 1921 году вступил в Африканский национальный конгресс (АНК) Южной Африки, в 1929 году — в Южно-Африканскую коммунистическую партию. В том же году организовал марш протеста против законов о сегрегации. Проводил марши безработных в Йоханнесбурге.
Стал генеральным секретарем Африканской федерации профсоюзов (AFTU), которая в то время объединяла различные профсоюзы и поощряла работников формировать специальные группы для вступления в AFTU. В 1930-х годах партия направила его СССР. С 1933 года учился в Международной ленинской школе Коминтерна. Осваивал навыки организации профсоюзов, военной науки и коммунизма. В 1934 году после завершения учёбы вернулся в Южную Африку.
В 1930-е годы в Южно-Африканской коммунистической партии имели место внутренние расколы и фракционная борьба, которая серьёзно подорвала работу партии и её поддержку в массах. Вместе с Д. Б. Марксом инициировал попытку возродить Африканский национальный конгресс в Трансваале, участвовал в обновлении его руководящих кадров. Работал в АНК в качестве советника по трудовым вопросам.
В декабре 1935 года принял участие во Всеафриканской конвенции и был избран одним из руководителей её исполнительного органа. В 1935—1938 годах — генеральный секретарь Южно-Африканской коммунистической партии. В 1937, 1942 и 1948 годах Мофутсаньяна баллотировался в качестве кандидата от коммунистов на выборах в Совет представителей коренных народов, но никогда не побеждал на выборах. В 1943 году участвовал в создании Африканского союза шахтёров (AMWU).
После запрета коммунистической партии продолжал в подполье политическую деятельность. В 1959 году во избежание ареста властями ЮАР, бежал в Лесото.

## Память
Имя революционера носит район провинции Фри-Стейт (ЮАР) — Тхабо-Мофуцаньяна.